# Totem
 For alternative betydninger, se Totem (flertydig). (Se også artikler, som begynder med Totem)
 Denne artikel bør gennemlæses af en person med fagkendskab for at sikre den faglige korrekthed.

Et totem er enhver organisme i naturen (typisk et dyr) som våger eller bistår en gruppe mennesker, såsom en familie, klan eller stamme.
Totems støtter større grupper end det enkelte individ. Hvis det første led af anerne ikke var menneskeligt, ville det blive kaldt et totem. Normalt er denne tro ledsaget af en totemistisk myte.
Totemisme er betegnelsen for dette mytiske slægtskabsforhold mellem en bestemt dyreart og en bestemt gruppe hos naturfolk.
Selvom ordet "totem" er af Ojibwa-ansk oprindelse, begrænser troen sig ikke kun til de indfødte amerikanske indianere. Lignende trosretninger er blevet fundet i overalt i verden, deribland Vesteuropa, Østeuropa, Afrika, Australien og den arktiske polar-region.
I de moderne tider, har enkelte individer, ikke at sammenligne med stamme-religion, valgt at få sig en personlig åndelig animalsk hjælper, som har stor betydning for dem og se dette dyr som deres totem. Denne utraditionelle brug af begrebet, er udbredt, men ikke begrænset, til New Age-bevægelsen og Mythopoetiske mænds bevægelighed.

## Totemisme
Totemisme (afledt af -oode- fra Ojibwa-sproget, der henviser til noget slægtskabsrelateret cf o doodem, "hans totem), som ofte er forbundet med shamaninstisk religioner. Deres totem er oftest dyr eller andre naturlistiske figurer, som åndeligt repræsenterer en gruppe af beslægtede, såsom en klan.
Totemisme har spillet en aktiv rolle i det 19. og tidlige 20. århundredes teorier om religion, især for tænkere som Émile Durkheim, der koncenterede deres studier om det primitive samfund (hvilket var en acceptabel beskrivelse på dette tidspunkt). Identikationen af sociale grupper med åndelige totems er de australske Aboriginere, teoriserede Durkheim, at alle menneskers religiøse udtryksformer, uløseligt var grundlagt i forholdet til en gruppe.
I sit essay, Le Totemisme aujourdhui (Totemisme i dag), viser Claude Lévi-Strauss, at den menneskelig kognition, der er baseret på analogiske tro, uanset den sociale kontekst. Via dette udelukker han den matemtiske tankegang, der primært opererer gennem logik. Totems er vilkårlig valgt med det ene formål at give den fysiske verden et mere sammenhængen og omfattende klassesystem.
I de spirituelle miljøer, er totemdyrene stadig en del af troen for mange mennesker. Dyrene, som fx kan mødes gennem en trommerejse eller en form for guidet meditation, og dyret siges at kunne hjælpe den troende med at træffe belslutninger og give råd og vejledning. Nogle ser også totemdyret som en vej til at kommunikere med afdøde eller naturkræfter.